# Amara finitima
Amara finitima är en skalbaggsart som beskrevs av Thomas Casey. Amara finitima ingår i släktet Amara och familjen jordlöpare. Inga underarter finns listade i Catalogue of Life.